# Turrania Anicia Giuliana
Turrania Anicia Giuliana (in latino Tyrrania Anicia Iuliana; fl. IV secolo) è stata una nobile romana, membro della potente gens Anicia.
Era la moglie di Quinto Clodio Ermogeniano Olibrio (console nel 379), cui diede una figlia, Anicia Faltonia Proba. Giuliana ricevette l'onore di una statua, eretta da Clodio Rufo, nella cui dedica è definita patrona perpetua.